# Asellus Tertius
Asellus Tertius, eller Kappa Bootis (κ Boo, κ Bootis) som är stjärnans Bayerbeteckning, är en dubbelstjärna i norra delen av stjärnbilden Björnvaktaren. Komponenterna är åtskilda av ett vinkelavstånd av 13,4 bågsekunder och kan ses i ett litet teleskop. Kappa Bootis befinner sig på ett avstånd av ca 155 ljusår från solen.

## Nomenklatur
Stjärnan har den traditionella benämningen Asellus Tertius (latin för "tredje åsnefölet") och har flamsteedbeteckning 17 Bootis. Denna stjärna utgör tillsammans med de andra Aselli, (θ Boo, ι Bu och λ Boo) Aulād al Dhi'bah ( أولاد الضباع - aulād al dhi'ba ), "hyenans valpar".

## Komponenter
Den primära stjärnan κ2 Bootis är av spektralklass A8IV och klassificeras som en variabel stjärna av Delta Scuti-typ med en period på 1,08 timmar. Dess ljusstyrka varierar inom magnitud 4,50-4,58.
Följslagaren benämns κ1 Bootis och är av spektraltyp F1V.